# Edgar Frederick Riek
Edgar Frederick Riek  (* 1. Mai 1920 in Neuseeland; † 9. Februar 2016 in Canberra) war ein australischer Zoologe und Paläontologe.
Riek wuchs auf einer Farm in Queensland auf (in Caboolture) und besuchte in Brisbane die Schule. Er studierte in Abendkursen Geologie und Zoologie an der University of Queensland, während er dort gleichzeitig Laborassistent war. 1944 erhielt er seinen Bachelor-Abschluss und 1946 seinen Master-Abschluss, wobei er sich auf Süßwasserkrebse spezialisierte. Er war Demonstrator für Zoologie an der Universität und ging Ende 1945 nach Canberra, um als Entomologe für die australische Forschungsorganisation CSIRO zu arbeiten, was er bis 1978 tat. 
Er befasste sich speziell mit Zehnfußkrebsen, Steinfliegen und Eintagsfliegen und beschrieb zahlreiche neue Arten von Süßwasserkrebsen.
1953 erstbeschrieb er das fossile Insekt Choristotanyderus nanus aus dem Perm von New South Wales, eine Übergangsform zwischen Mecoptera (Schnabelfliegen) und Diptera (Zweiflügler) und der ausgestorbenen Ordnung Protodiptera zugehörig. Die Art hatte noch vier Flügel, allerdings waren die hinteren zurückgebildet.
1971 erhielt er einen Ehrendoktor (D.Sc.) für seine Arbeit über fossile Insekten. 1996 erhielt er eine Order of Australia Medal.

## Schriften (Auswahl)
- Further Triassic insects from Brookvale, New South Wales (orders Orthoptera Saltatoria, Protorthoptera, Perlaria). Records of the Australian Museum, Band 23, Nr. 4, 1954, S. 161–168
- Merostomoidea (Arthropoda, Trilobitomorpha) from the Australian Middle Triassic. Records of the Australian Museum, Band 26, Nr. 13, 1964, S. 327–332
- Four-winged Diptera from the Upper Permian of Australia, Proceedings of the Linnean Society of New South Wales, Band 101, 1976, S. 250–255.